# Lützen
Lützen è una città di 8 439 abitanti della Sassonia-Anhalt, in Germania.

Appartiene al circondario del Burgenland (targa BLK).

## Storia
Lützen è nota per essere stata teatro di due battaglie: una combattuta nel 1632 durante la guerra dei trent'anni, e una combattuta nel 1813 durante le guerre napoleoniche.
Dal 1º luglio 2009 il comune autonomo di Röcken è stato unito alla cittadina tedesca, mentre dal 1º gennaio 2010 sono stati uniti gli ex comuni di Großgörschen, Muschwitz, Poserna, Rippach e Starsiedel.

## Geografia antropica

### Suddivisioni amministrative
La città di Lützen è suddivisa in 11 municipalità (Ortschaft):
- Lützen
- Meuchen
- Röcken
- Großgörschen
- Starsiedel
- Rippach
- Poserna
- Muschwitz
- Dehlitz
- Sössen
- Zorbau